# معركة جوتيديلي
خاضت معركة( جوتي ديلي ) في 14 أكتوبر 1888م بين تحالف قوات (شيوان) في (رأس غوبانا داتشي) و حكم (أورومو) لقاء(نقامتي و مورودا بكري) و القوات المهدية تحت حكم خليل الخزاني بالقرب من نيجو في منطقة ميراب و يليجا الحديثة م منطقة أورومبا في إثيوبيا. تم هزيمة القوات المهدية وتمكن خليل و محمد حسن من فداسي الذي كان يقود فرقة بيلا شاتغول مه مجموعة ضغيرة من جنود أنصار وبيرتا من الفرار بنجاح من ساحة المعركة. 
تمثل هذه المشاركة العلامة المائية العالية للنشاط المهدي في ماهو الآن جنوب غرب إثيوبيا على الرغم من الغارات على مدار العامين المقبلين، توقف الحاكم المحليون غرب (ليجا نقامتي) مثل عبد الرحمن خوجالي من قابش ، عن تكريم أم درمان عاصمة المهدية و تجاهل الإستدعاء لتقديم نفسهم هناك  علاوة على ذلك رأس جوبانا في ذلك الوقت الملك (منليك الثاني) من شيوا من الإستمرار في توسيع نفوذه إلى المنطقة جنوب نهر أباي و التي أعقبت هزيمة (ميلنيك و جوبينا) لجيش (جوجيم) قبل ست سنوات في (معركة إمبابو).